# George Codd
George Pierre Codd (Detroit, 7 dicembre 1869 – Detroit, 16 febbraio 1927) è stato un politico e avvocato statunitense, sindaco di Detroit e membro della Camera dei Rappresentanti.

## Biografia
Codd nacque il 7 dicembre 1869 a Detroit da George Codd e Eunice Lawrence Codd. Suo padre. George, ricoprì diverse cariche pubbliche come capo degli uffici postali, sceriffo della Contea di Wayne e membro del consiglio comunale di Detroit.

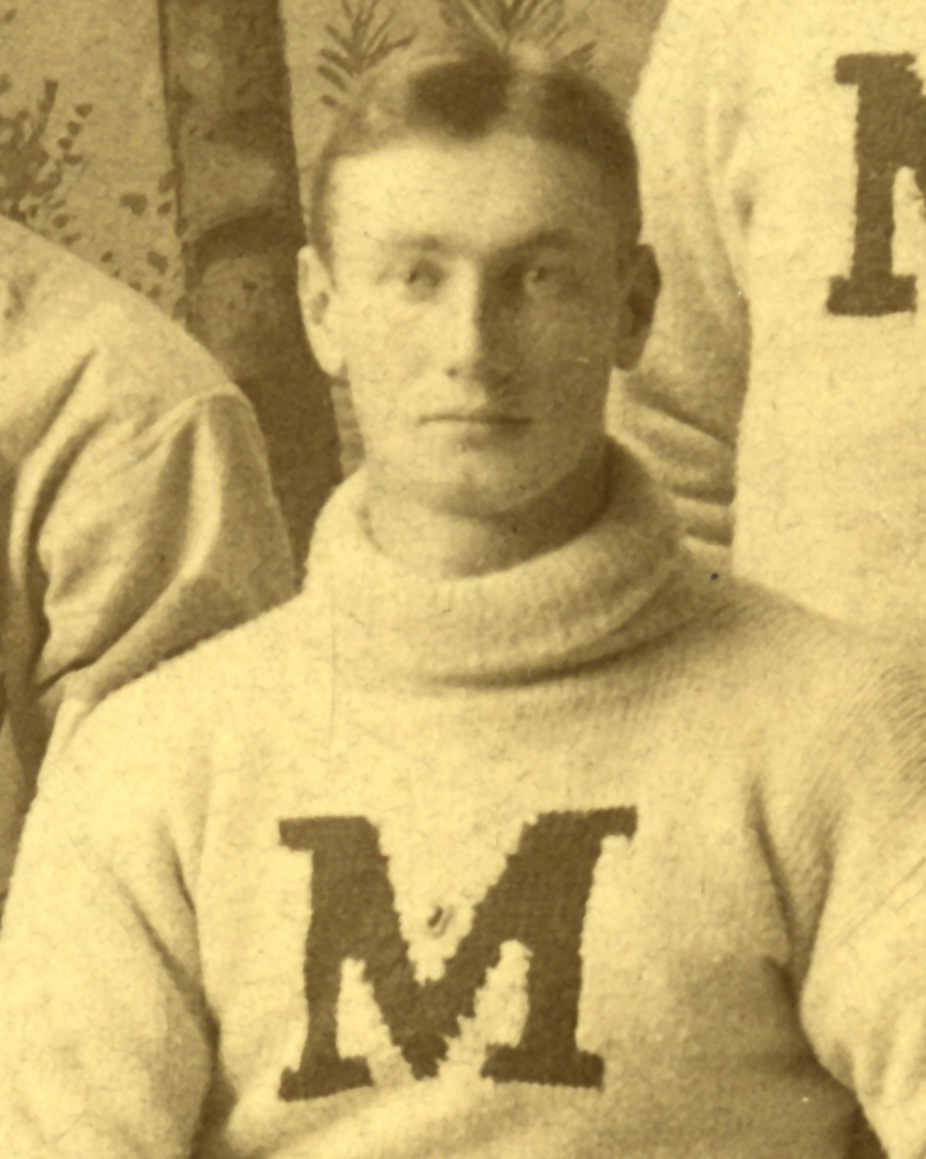
Ritratto di Codd nella squadra di baseball nel 1891.

Codd studiò presso l'Università del Michigan a Ann Arbor conseguendo, nel 1891, un Bachelor of Arts. Giocò nella squadra di baseball dell'università tra il 1888 e il 1892. È stato il capitano della squadra per ben quattro stagioni di seguito (1888-1891).
Codd completò nel 1892 gli studi di legge e iniziò a praticare a Detroit nel 1893.
Il primo incarico di Codd fu come assistente procuratore di Detroit, tra il 1894 e il 1897. Successivamente diventò socio dello studio legale Warner assieme a Carlos E. Warner e Williard Warner. Questa collaborazione durò fino alla morte di Carlos nel 1901, quando Codd aprì un proprio studio legale.

## Carriera politica
Codd fu membro del consiglio comunale di Detroit tra il 192 e il 1904. Nel 1905 venne eletto sindaco di Detroit e venne sconfitto alle ri-elezioni dal Partito Democratico William Barlum Thompson. Tra il 1910 e il 1911 du reggente dell'Università del Michigan. È stato giudice, tra il 1911 e il 1921, del tribunale della Contea di Wayne.
Fu eletto membro della Camera dei Rappresentanti dal 1º distretto del Michigan dal 1921 al 1923. Nel 1922 ha annunciato di non volersi ri-candidare per continuare la carriera da giudice.
George Codd fu giudice della Contea di Wayne nel 1924 fino alla sua morte, il 16 febbraio 1927. È stato sepolto nell'Elmwood Cemetery a Detroit.